# Cueva de Aizquirri
La cueva de Aizquirri o Aizkirri es una gruta situada en el término municipal guipuzcoano de Oñate.

## Descripción
La cueva, que se encuentra dentro de los límites del municipio de Oñate, está protegida bajo la categoría de «conjunto monumental». En el tomo de la Geografía general del País Vasco-Navarro dedicado a Álava y coordinado por Vicente Vera y López, se describen tanto la cueva como las inmediaciones en palabras de Luis Heintz Loll:

La Caverna de Aizquirri.―Después de dos horas de caminata por este país incomparable por su magnífico paisaje, llegamos á las escabrosidades donde se esconde Aizquirri. Se esconde, he dicho, porque es preciso conocer perfectamente el terreno para dar con esa entrada triangular de un metro de base por dos de altura, abierta al Mediodía. Acto seguido hay una bajada de 7 metros por camino fácil, gracias á los trabajos de su poseedor, D. Marcos Mendía, padre del actual dueño, médico de Oñate, trabajos que dieron por resultado el hallazgo de los primeros hueos del «Ursus spelveus».

Dejando á mano izquierda una galería de 10 m., terminada por un pozo, seguimos por la derecha.

La caverna no presenta actualmente ningún detalle notable, porque los numerosos visitantes la han despojado de sus adornos estalactíticos, dejando en compensación, sin duda, sus nombres escritos en sitios aparentes. Pero lo que llama la atención es el infinito número de hoyos de todos tamaños, abiertos en el suelo en busca de fósiles. Nos dimos á la misma tarea y á los primeros golpes de azada salieron colmillos, vértebras y costillas, y todos los huesos que acompañan este trabajo. Donde más abundan es cerca de la entrada; pero aquí es preciso romper una capa estalagmítica de cerca de 20 cm. de espesor y de extraordinaria dureza. Causa estupor el número enorme de osos de cavernas que, á juzgar por sus restos en este cementerio, habitaban estos contornos
(Heintz Loll, 1915-1921, pp. 94-95)

Al explorar la cueva en el último tercio del siglo XIX, se encontraron unos restos óseos de un oso de las cavernas (Ursus spelaeus) que se llevaron al Museo Nacional de Ciencias Naturales de Madrid. José María Solano Eulate confeccionó unos Catálogos de huesos fósiles cuaternarios de oso encontrados por Solano y Eulate en la cueva de Aizquirri (Villa de Oñate) y de los hallados por el mismo en la cueva de Berriatua.